# Bikiniartmuseum
Das BikiniARTmuseum (BAM) ist ein Museum für Bademode und Badekultur. Es wurde am 5. Juli 2020 in Bad Rappenau eröffnet. Im BAM  wird historisches und zeitgenössisches Wissen zu den Themen Bademode und Badekultur zusammengetragen und der Öffentlichkeit vorgestellt.

## Beschreibung
Auf einer Ausstellungsfläche von 2.000 m2 auf zwei Etagen mit Kunstgarten wird die Geschichte der Bademode und Badekultur ab 1870 bis zur Gegenwart gezeigt. Das BikiniARTmuseum ist dreigeteilt. In den Bereichen History, Art und Move zeigt das Museum die Anfänge des öffentlichen Badens und die historischen Badebekleidungen sowie Gemälde, Fotokunst und Skulpturen, mediale Inszenierungen und interaktive Stationen.
Die Sammlungsbereiche untergliedern sich nach Ländern und Kontinenten. Bedingt durch die unterschiedlichen Entwicklungen im jeweiligen Land zeigt das BikiniARTmuseum die Geschichte der Badekultur und Bademode auf nahezu allen Kontinenten der Welt. Insbesondere der südamerikanische Raum nimmt aufgrund seiner herausragenden Rolle hinsichtlich der Bademodenentwicklung seit der Mitte des 20. Jahrhunderts einen besonderen Stellenwert ein.

## Entstehungsgeschichte
Initiator und Gründer des BAM ist der Regensburger Unternehmer Alexander Ruscheinsky. Das Museum ist privat finanziert. Das BAM liegt an der Autobahnausfahrt Bad Rappenau in einem Gewerbegebiet.
Für die Gestaltung des ART-Deco-Gebäudes war der Architekt Haymo Ruscheinsky verantwortlich. Ein besonderes Merkmal ist die zehn Meter hohe Symbolfigur Janara, die auf dem Dach des Museums platziert ist und von der Klosterschmiede des Klosters Maria Laach gefertigt wurde. Entworfen wurde die Symbolfigur von der brasilianischen Künstlerin Doris Geraldi.

## Ständige Ausstellungen
30 Video-Beiträge, mehrere Hundert Ausstellungsstücke und bebilderte Texttafeln bieten einen vielschichtigen Einblick in die Geschichte und Kultur der Bademodenentwicklung in diversen Ländern der Welt von 1870 bis heute. Die Themenfelder reichen von Designs und Schnitten, der Produktion und Textilindustrialisierung zur Zwangsenteignung von Bademodenfirmen während der NS-Zeit. Auch geografische Besonderheiten wie der „Bikini in München“ oder die „Badis in Zürich“ werden thematisiert. Ebenso wird das Lebenswerk emanzipierter Schwimmsportlerinnen wie Anette Kellerman oder Gertrude Ederle beleuchtet, die in der ersten Hälfte des 20. Jahrhunderts entscheidend zur Befreiung der Frau von der mitunter lebensgefährlichen Ganzkörperbekleidung beigetragen haben.
Eine besondere Bedeutung wird dem „Goldenen Réard“ beigemessen, der als der historisch wertvollste Bikini der Welt gilt. Hierbei handelt es sich um die einzige erhaltene Einzelanfertigung von Louis Réard, dem Erfinder des Bikini.
Zusätzlich enthält die Sammlung des BikiniARTmuseums 12 von weltweit 16 erhaltenen Réard-Originalen. Dem Schaffen und Lebenswerk des Bikini-Erfinders ist eine 25-minütige Film- und Musikshow gewidmet. Darin werden auch damit zusammenhängende gesellschaftspolitische Skandale wie die amerikanischen Atomversuche im Südpazifik (Bikini-Atoll) und der Aufstieg der Bikini-Ikonen Brigitte Bardot, Marilyn Monroe und Ursula Andress (James Bond) thematisiert.
Die Geschichte der Bademode wird anhand von Bademodenexponaten aus allen Jahrzehnten und Stilrichtungen präsentiert. Von der historischen Entwicklung von 1870 bis 1930, bis hin zum mit Brigitte Bardot verbundenem „Riviera-Style“. Auch „Hollywood“ mit Original-Badeanzügen von Schauspielgrößen wie Marilyn Monroe, „Poolside Rendezvous“ mit Kreationen international bedeutender Modedesigner wie Dior, Chanel oder Louis Vuitton sowie Einzelvitrinen zu bedeutenden Bademodenherstellern weltweit, beleuchten die Modegeschichte in ihren Einzelheiten.
Ein weiterer Schwerpunkt des Museums liegt auf bildender Kunst, die primär Badende zum Sujet nimmt. Die Ausstellung umfasst Skulpturen, Fotokunst und Gemälde, darunter Bikini-Werke der Künstler Udo Lindenberg („Likörelle“), Otto Waalkes („Ottifant im Bikini“), Fotografien des Fotografen Roger Fritz, Zeichnungen von Heinrich Zille, klassische Radierungen von Paul Paeschke, eine mit Graffiti-Kunst gestaltete Wartburg sowie ein Nachbau des Eiffelturms von René Turrek. Daneben finden sich auch Werke internationaler Größen wie die des Spaniers Sergi Cadenas mit seinem Illusionsgemälde, Skulpturen von Gerard Mas, die weltbekannten Gouzous des Graffiti-Künstlers JACE aus La Réunion, Illustrationen von Saranovela aus New York, LED-Kunst aus Shanghai, Original-Fotografien der Pin-Up-Pionierin Bunny Yeager aus der „Funland Series“ sowie ausdrucksstarke Fotografien von George Daniell.

## Besondere Exponate
2024 erwarb das Museum für 175.000 US-Dollar den von Carrie Fisher getragenen berühmten Bikini von Prinzessin Leia aus Die Rückkehr der Jedi-Ritter. Ebenso ersteigerte das Museum aus der Fernsehserie Baywatch – Die Rettungsschwimmer von Malibu den Badeanzug von Pamela Anderson für 27.500 US-Dollar und die Badehose von David Hasselhoff für 3.000 US-Dollar.

## SelfieARTmuseum
Das SelfieARTmuseum ist Teil des BikiniARTmuseums und ist das erste Selfie Museum in Baden-Württemberg. Die Räumlichkeiten bieten über 50 Möglichkeiten für besondere Fotoaufnahmen.
Die Museumsbesucher erleben verschiedene „Instagram“-Installationen. Teil der interaktiven Ausstellung sind u. a. ein Bällebad, eine Badewanne, Engelsflügel, Magazin-Cover und eine Schaukel.
Das SelfieARTmuseum richtet sich mit diesen Exponaten an Erwachsene, Jugendliche und Kinder. Ausprobieren und Fotografieren sind im SelfieARTmuseum ausdrücklich erlaubt.

## Sonderausstellungen
Vom 5. Juli 2020 bis April 2021 zeigte das BikiniARTmuseum in Kooperation mit Kurator Helmut Schuster die Sonderausstellung „Bunny Yeager – The Queen of Pin-up“. Diese erste Wechselausstellung des BikiniARTmuseums, die bereits in Kalifornien gezeigt wurde. Der Berliner Kurator Helmut Schuster sorgte in den 1990er-Jahren für die Wiederentdeckung ihrer erotischen Fotokunst. Die 29 Fotografien dokumentieren Bunny Yeagers Zusammenarbeit mit Pin-up-Ikone Bettie Page und Maria Stinger. Der internationale Kunstexperte und Museumsdirektor des „World Erotic Art Museum Miami“ Helmut Schuster gründete 1990 gemeinsam mit seiner Ehefrau Claudia Schuster die heute international renommierte Galerie Schuster. Seit 1990 betreute die Galerie Ausstellungsgalerien in Gelnhausen, Offenbach, Paris, Frankfurt, Berlin, Miami und Potsdam.
Vom 8. Oktober 2021 bis 31. Januar 2022 zeigt das BikiniARTmuseum die aus der Gedenkhalle Oberhausen stammende Wechselausstellung „Marlene Dietrich. Die Diva. Ihre Haltung. Und die Nazis.“ Zusätzlich wird ein Zweiteiler aus dem Besitz Marlene Dietrichs als Leihgabe der Deutschen Kinemathek Berlin ausgestellt, den sie gemäß erhaltenen Fotografien auch getragen hat. Ein vom BikiniARTmuseum exklusiv erschlossener Briefwechsel – darunter eine mit Kommentaren versehene Autobiografie – zwischen Marlene Dietrich und einem Bewunderer aus der DDR wirft zudem Licht auf die Persönlichkeit der deutschen Schauspielerin.
Seit dem 22. Juli 2022 zeigt das Museum eine Sonderausstellung über die früh verstorbene britische Sängerin Amy Winehouse mit dem Titel „Zwischen Blues und Bikini“. Private Fotografien ihres früheren Weggefährten und Fotografen, Charles Moriarty, geben Einblicke in das Leben der Sängerin abseits der Öffentlichkeit. Bei einer Auktion konnte das Museum mehrere Bademoden- und Lingeriestücke aus dem privaten Nachlass von Winehouse ersteigern, welche in der Sonderausstellung präsentiert werden.